# منطقه تان لاک
منطقه‌تان لاک (به لاتین: Tân Lạc District) یک منطقهٔ مسکونی در ویتنام است که در شمال غربی ویتنام واقع شده‌است.

## خصوصیات
منطقه‌تان لاک ۵۲۳ کیلومترمربع مساحت و ۷۷٬۴۳۰ نفر جمعیت دارد.